# Cartolina

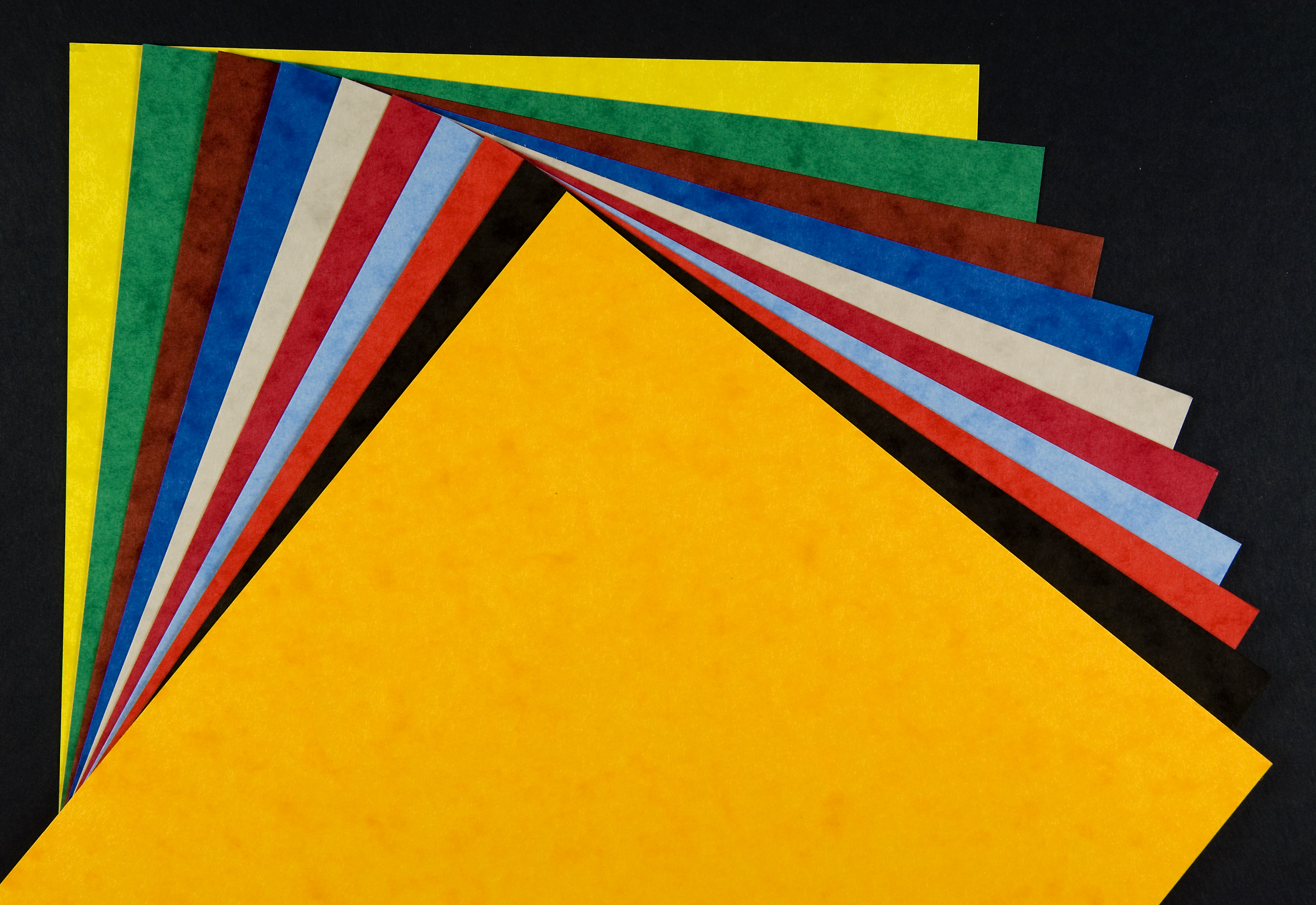
Cartolines.

La cartolina és un paper que és generalment més gruixut i més resistent que el paper normal d'escriptura o d'impressió, però més flexible i lleuger que altres formes del cartró.
El gruix del paper de targetes s'escriu normalment en grams per metre quadrat. El seu gramatge és normalment de més de 200g/m2 i es componen d'una o més capes de materials obtinguts de la cel·lulosa crua o blanquejada, de la polpa mecànica o del paper reciclat.
La textura és generalment mat, però pot ser rugosa, metal·litzada o brillant; és normal que una de les seves cares quedi estrucada per poder-hi imprimir.

## Aplicacions
La cartolina és d'ús freqüent en targetes, cartes, cobertes de catàlegs, fulls de propaganda, i altres aplicacions que requereixen una durabilitat més alta que el paper regular.